# Iwańkau (rejon homelski)
Iwańkau (biał. Іванькаў; ros. Иваньков, Iwańkow) – osiedle na Białorusi, w obwodzie homelskim, w rejonie homelskim, w sielsowiecie Ciareniczy.